# Microdesmus retropinnis
Microdesmus retropinnis är en fiskart som beskrevs av Jordan och Gilbert 1882. Microdesmus retropinnis ingår i släktet Microdesmus och familjen Microdesmidae. IUCN kategoriserar arten globalt som otillräckligt studerad. Inga underarter finns listade i Catalogue of Life.